# Suite en œuf
Albums de Nino Ferrer
Nino and Radiah
(1974) Véritables variétés verdâtres
(1977)
Singles
1. Alcina de Jesus
Sortie : 1975
2. Chanson pour Nathalie
Sortie : 1976

Suite en œuf est un album studio de Nino Ferrer paru sur le label CBS (réf. 81586) en 1975.

## Accueil
L'album connaît un énorme échec commercial à sa sortie avec seulement 1 000 exemplaires vendus. Deux singles extraits de l'album sont pressés. Le premier 45 tours, Alcina de Jésus, inspiré de sa femme de ménage portugaise qui ignorait que son pays natal se retrouvait en pleine révolution des Œillets, qui entraîna la chute de la dictature salazariste avec Les Morceaux de fer en face B, le second 45 tours, Chanson pour Nathalie, hommage à une de ses fans, tuée dans un accident de voiture.
Les deux singles ne parviennent pas à s'imposer dans les charts après l'énorme succès du Sud quelques mois auparavant, dont il pensait qu'ils avaient l'envergure que ce dernier, mais dont la production avait reçu pleinement son aval contrairement au Sud : Alcina de Jésus parvient à se classer durant sept semaines dans les hit-parades à sa sortie, dont une à la 27e place, bien loin du triomphe de son précédent tube, tandis que Chanson pour Nathalie passe inaperçu.

## Liste des titres
Tous les titres sont écrits et composés par Nino Ferrer, sauf mention contraire.
| 1. | Alcina de Jésus         |                          | 3:39 |
| 2. | Southern Feeling        | Nino Ferrer, Radiah Frye | 3:21 |
| 3. | Daddy Tarzan            |                          | 3:04 |
| 4. | Blues des chiens        |                          | 4:41 |
| 5. | Chanson pour petit bout |                          | 1:19 |

| 6. | Moon                  | Nino Ferrer, Giorgio Giombolini           | 5:00 |
| 7. | Papagayo Frog         | Nino Ferrer, Radiah Frye, Lamarries Moses | 3:17 |
| 8. | Les Morceaux de fer   |                                           | 5:44 |
| 9. | Chanson pour Nathalie |                                           | 3:15 |

## Personnel
- Nino Ferrer : guitare acoustique, voix et chœurs
- le Spamm Band comprenant :
  - Bob MacGuiness : guitares électrique et acoustique
  - Graham Broad : batterie et percussions
  - Jeff Peach : saxophone ténor et flûte
  - John Edwards : guitare basse
  - Brian Johnston : piano et claviers divers
- avec également :
  - Giorgio Giombolini : piano et orgue Hammond
  - Sam Kelly : bongos
  - Pierre Dutour : trompette
- Quatuor à cordes sur Alcina de Jesus et Les morceaux de fer, écrit par Philippe Briche, avec :
  - Michel Ripoche : violon
  - Pierre Louis : violon
  - Pierre Llinares : alto
  - Hervé Derrien : violoncelle